# Anissó
Anissó ist ein Ort und eine ehemalige Gemeinde (Freguesia) im Norden Portugals.
Anissó gehört zum Kreis Vieira do Minho im Distrikt Braga. Die Gemeinde hatte eine Fläche von 3,6 km² und 215 Einwohner (Stand 30. Juni 2011).
Am 29. September 2013 wurden die Gemeinden Anissó und Soutelo zur neuen Gemeinde União das Freguesias de Anissó e Soutelo zusammengeschlossen. Anissó ist Sitz dieser neu gebildeten Gemeinde.